# 秋田県立大館国際情報学院中学校・高等学校
「秋田県立大館国際情報学院中学校・高等学校（あきたけんりつ おおだてこくさいじょうほうがくいんちゅうがっこう・こうとうがっこう）」は、秋田県大館市松木字大上に立地する県立中学校・高等学校。中高一貫教育を行っている。秋田県立大館商業高等学校を母体とする高等学校に県立中学校を併設して2005年（平成17年）に開校した。略称は「国情」または「KJ（Kokusai Joho）」。

## 校長及び生徒会長
- 校長
  - 第5代 安田浩幸
  - 令和2年度〜 村上清秀
  - 令和5年度〜 奈良一崇

- 中学校生徒会長

- 高校生徒会長

## 設置学科
- 全日制課程
  - 普通科
  - 国際情報科

## 沿革
- 1962年（昭和37年）4月21日 - 秋田県立大館鳳鳴高等学校商業科から移行して前身の秋田県立大館商業高等学校が開校。
- 1963年（昭和38年）2月22日 - 大館市片山字片山野2番地へ移転。
- 2005年（平成17年）4月8日 - 秋田県立大館商業高等学校を閉校し、現在地に秋田県立大館国際情報学院を開校（中学校も同時開校）。
- 2006年（平成18年）10月21日 - 竣工記念式典。

### 出来事
- 2010年（平成22年）3月16日には、やまだひさしのラジアンリミテッドDXの収録で、メインMCのやまだひさしと歌手のMay J.が来校。

## アクセス
- JR 奥羽本線・花輪線 大館駅から自由通路（跨線歩道橋）で徒歩5分